# Křížová cesta (Jistebnice)
Křížová cesta v Jistebnici na Táborsku se nachází na návrší Vyšehrad jihozápadně od města. Je chráněna jako nemovitá Kulturní památka České republiky.

## Historie
Křížovou cestu tvoří kamenné kříže, kterých se z původních čtrnácti dochovalo třináct. Cesta vede ke kapli svaté Maří Magdalény. Původní kapli z roku 1347 nechal vystavět Petr I. z Rožmberka, současnou kapli vystavěl roku 1861 šlechtic Ludvík Karel Nádherný.
Na konci křížové cesty u kaple svaté Máří Magdaleny se nachází kamenný kříž z roku 1903.

## Fotografie

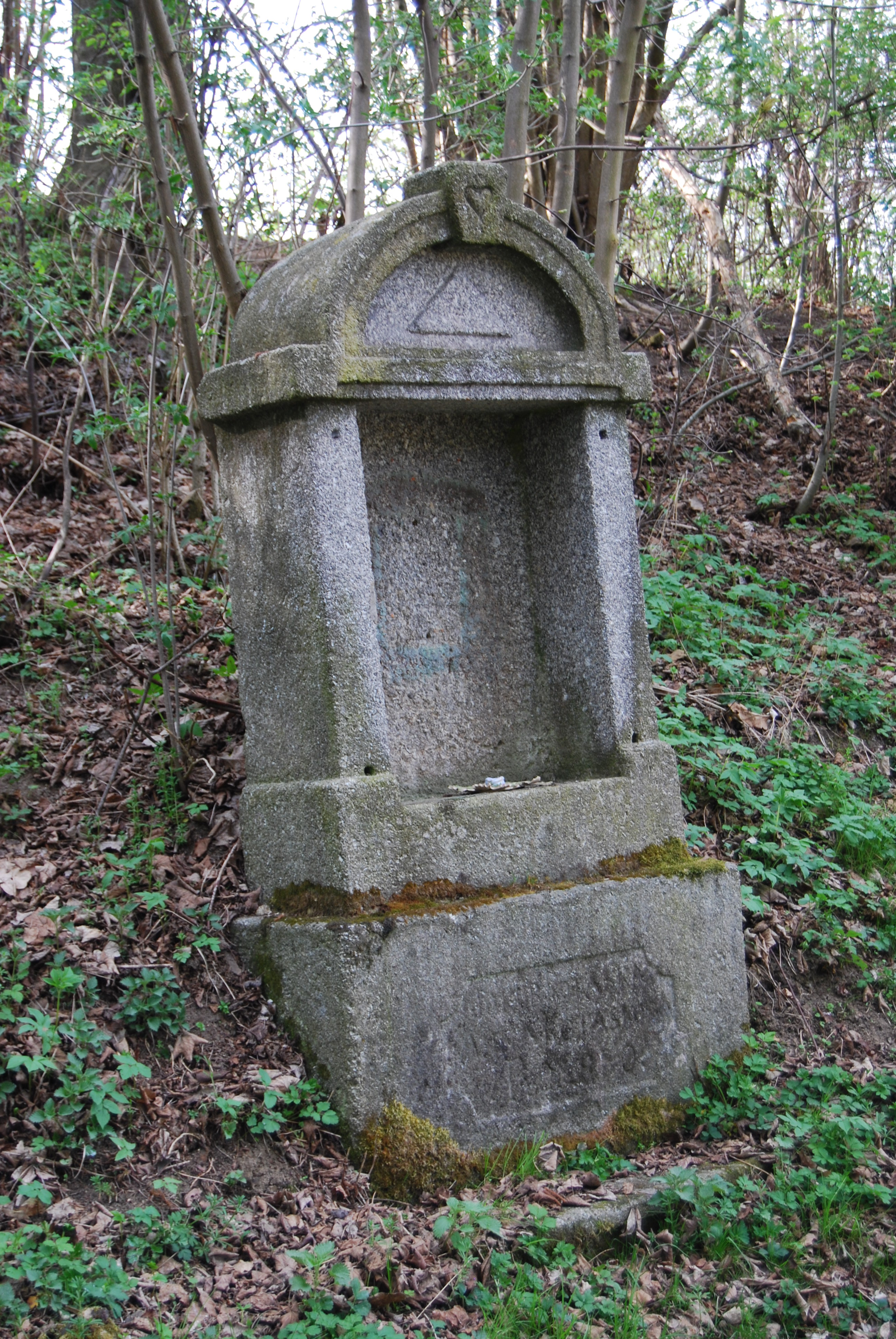
kaple na počátku křížové cesty
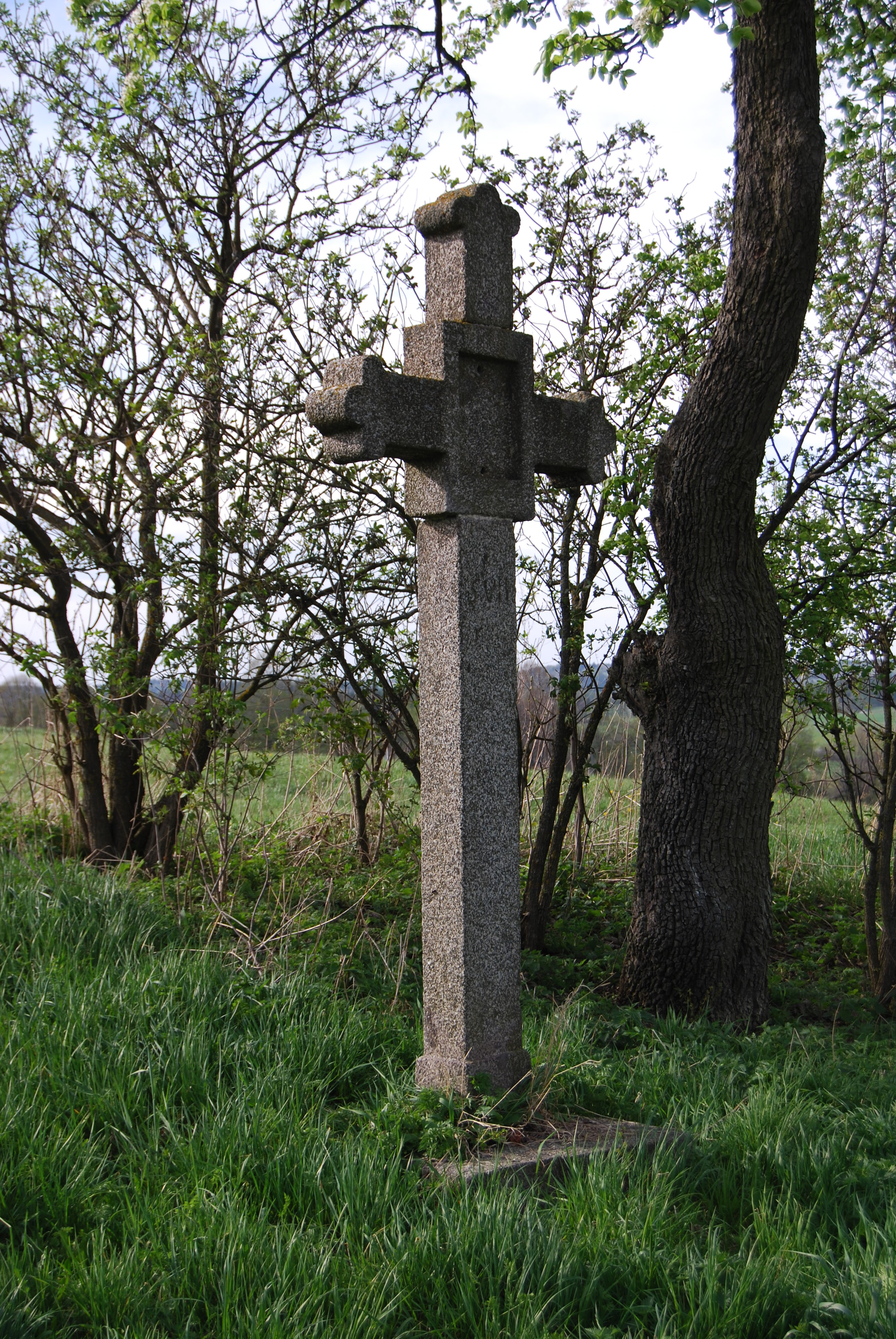
zastavení křížové cesty
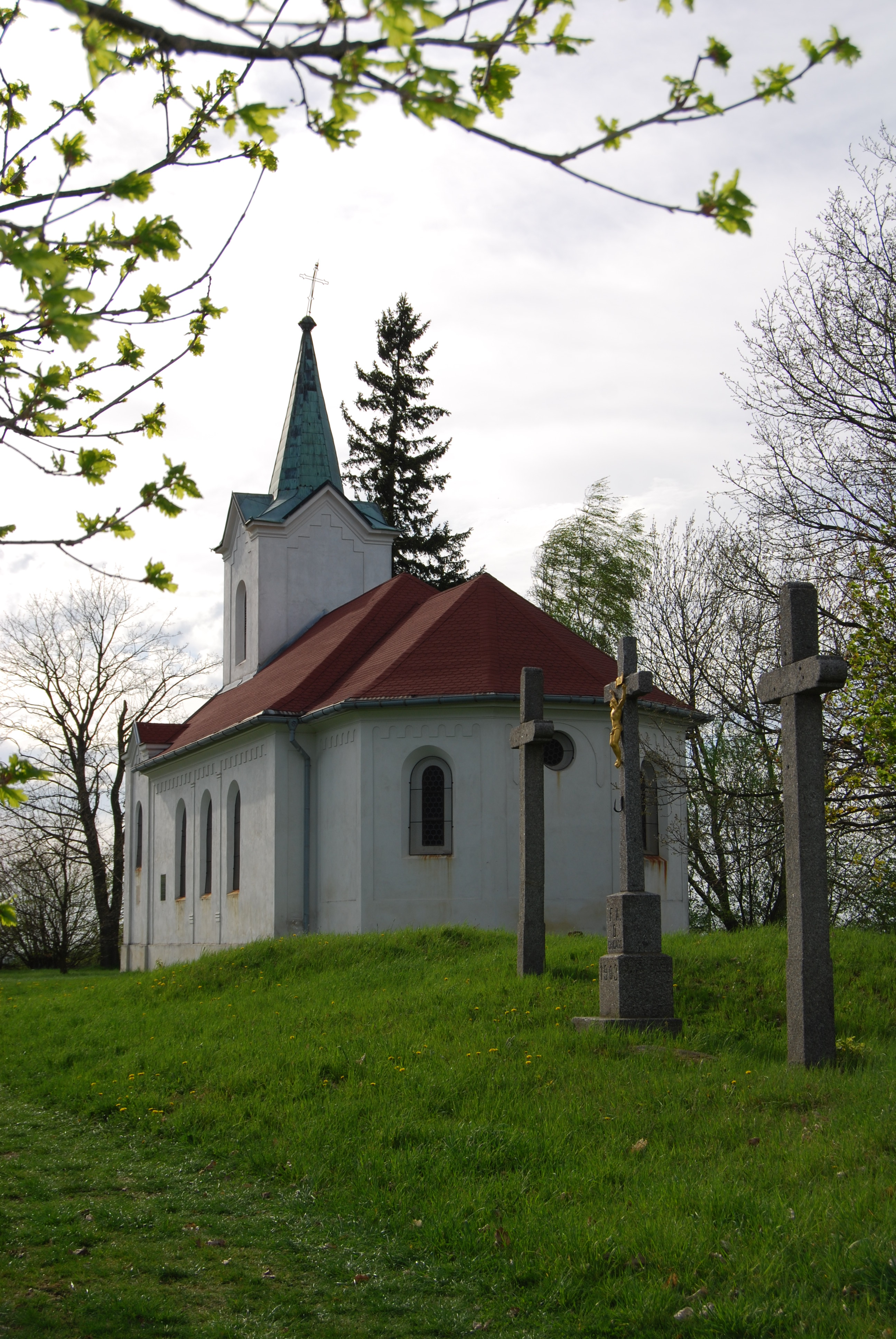
kaple svaté Maří Magdalény s Kalvárií
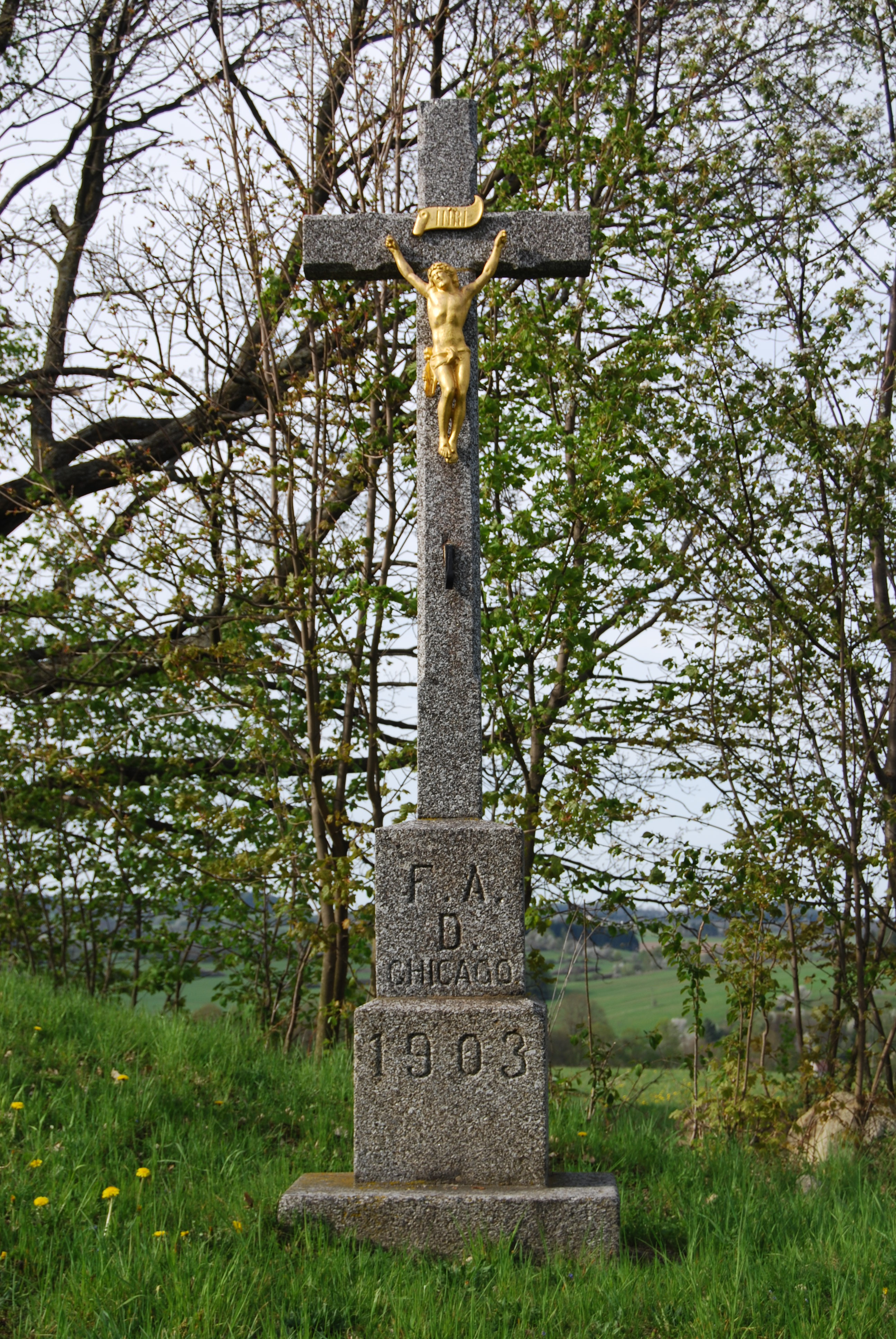
kamenný kříž na konci cesty u kaple